# Плосковский сельсовет (Московская область)
Плосковский сельсовет — упразднённая административно-территориальная единица, существовавшая на территории Московской губернии и Московской области до 1954 года.
Плосковский сельсовет возник в первые годы советской власти в составе Плосковской волости Волоколамского уезда Московской губернии.
24 марта 1924 года в связи с упразднением Плосковской волости сельсовет был передан в Раменскую волость.
По данным 1926 года в состав сельсовета входили 2 населённых пункта — Плоское и Тарасово, а также 2 хутора.
В 1929 году Плосковский с/с был отнесён к Шаховскому району Московского округа Московской области.
14 июня 1954 года Плосковский с/с был упразднён, а его территория в полном составе передана в Ивашковский с/с.